# Verbascum muglense
Verbascum muglense är en flenörtsväxtart som beskrevs av Hub.-mor. och Reese. Verbascum muglense ingår i släktet kungsljus, och familjen flenörtsväxter. Inga underarter finns listade i Catalogue of Life.